# Hongyashan Shuiku
Hongyashan Shuiku (kinesiska: 红崖山水库) är en reservoar i Kina. Den ligger i provinsen Gansu, i den nordvästra delen av landet, omkring 280 kilometer norr om provinshuvudstaden Lanzhou. Hongyashan Shuiku ligger 1 416 meter över havet. Arean är 16,1 kvadratkilometer. Trakten runt Hongyashan Shuiku är ofruktbar med lite eller ingen växtlighet. Den sträcker sig 5,7 kilometer i nord-sydlig riktning, och 4,6 kilometer i öst-västlig riktning.
Genomsnittlig årsnederbörd är 213 millimeter. Den regnigaste månaden är juli, med i genomsnitt 46 mm nederbörd, och den torraste är december, med 2 mm nederbörd.